# Manikwadi, Khanapur
Manikwadi là một làng thuộc tehsil Khanapur, huyện Belgaum, bang Karnataka, Ấn Độ.